# Małe Qui Pro Quo
Teatr Małe Qui Pro Quo [Małe QPQ] – teatrzyk działający w latach 1937-1939 w Warszawie. Jego siedzibą była kawiarnia „Ziemiańska” przy ulicy Mazowieckiej 12.

## Historia
W 1937 w warszawskiej kawiarni „Ziemiańska” powstał kabaret pod nazwą Małe Qui Pro Quo. W Małym Qui Pro Quo Ordonka czasami przypominała piosenkę „Miłość ci wszystko wybaczy”. Pisali tam m.in. Emanuel Schlechter, Jerzy Jurandot, Jerzy Boczkowski czy Julian Krzewiński. W MQPQ występowali m.in. Mieczysław Fogg i Andrzej Bogucki. W  sezonie 1937/1938 w Małym Qui Pro Quo śpiewała Tola Korian. W 1939 roku odbyła się premiera programu „Pod parasolem” („Rewia talentów aktorskich w 18 wybuchach”). Wykonawcami byli Chór Dana, Janina Godlewska, Helena Grossówna, Mila Kamińska, Tadeusz Olsza, Bogdan Wasiel, Stefania Górska, konferansjerkę prowadził Wsiewołod Orłow.